# Flammenwerfer ROKS
Der ROKS-2 und der ROKS-3  (russisch Ранцевый Огнемёт Клюева-Сергеева Ranzewy Ognemjot Kljujewa-Sergejewa, deutsch „Rucksack-Flammenwerfer von Klujew-Sergejew“) waren sowjetische tragbare Flammenwerfer, die im Zweiten Weltkrieg eingesetzt wurden.

## Allgemein
Da im Ersten Weltkrieg die Erfahrung gemacht wurde, dass ein Soldat mit einem Flammenwerfer sofort zum bevorzugten Ziel des Feindes wurde, wurde der Flammenwerfer so verändert, dass er wie eine gewöhnliche Infanteriewaffe aussah. Das Äußere des Haupttanks wurde gewöhnlichem Rückengepäck nachempfunden.
Ein verbessertes und eingedicktes Brandgemisch erhöhte die Reichweite von 36,5 auf 45,7 m und verstärkte die Brandwirkung.
Über den ROKS-1 ist wenig bekannt. Der ROKS-3 war eine für die Massenproduktion optimierte Version, bei der alle Feinheiten weggelassen wurden.
Zum Anfang des Krieges waren die Truppen mit tragbaren Flammenwerfern in Bataillone gegliedert, welche im Juli 1941 jedoch aufgelöst wurden und den Regimentern und Divisionen zugeordnet wurden. Ab Juli bis Dezember 1942 wurden sie in 19 selbständige Kompanien gegliedert, mit jeweils 3 Zügen a 40 ROKS. Im Mai 1944 wurden zusätzliche Kompanien aufgestellt und zu einigen Bataillonen geformt, die Sturm-Pionierbrigaden zugeordnet wurden.